# Tomahügel

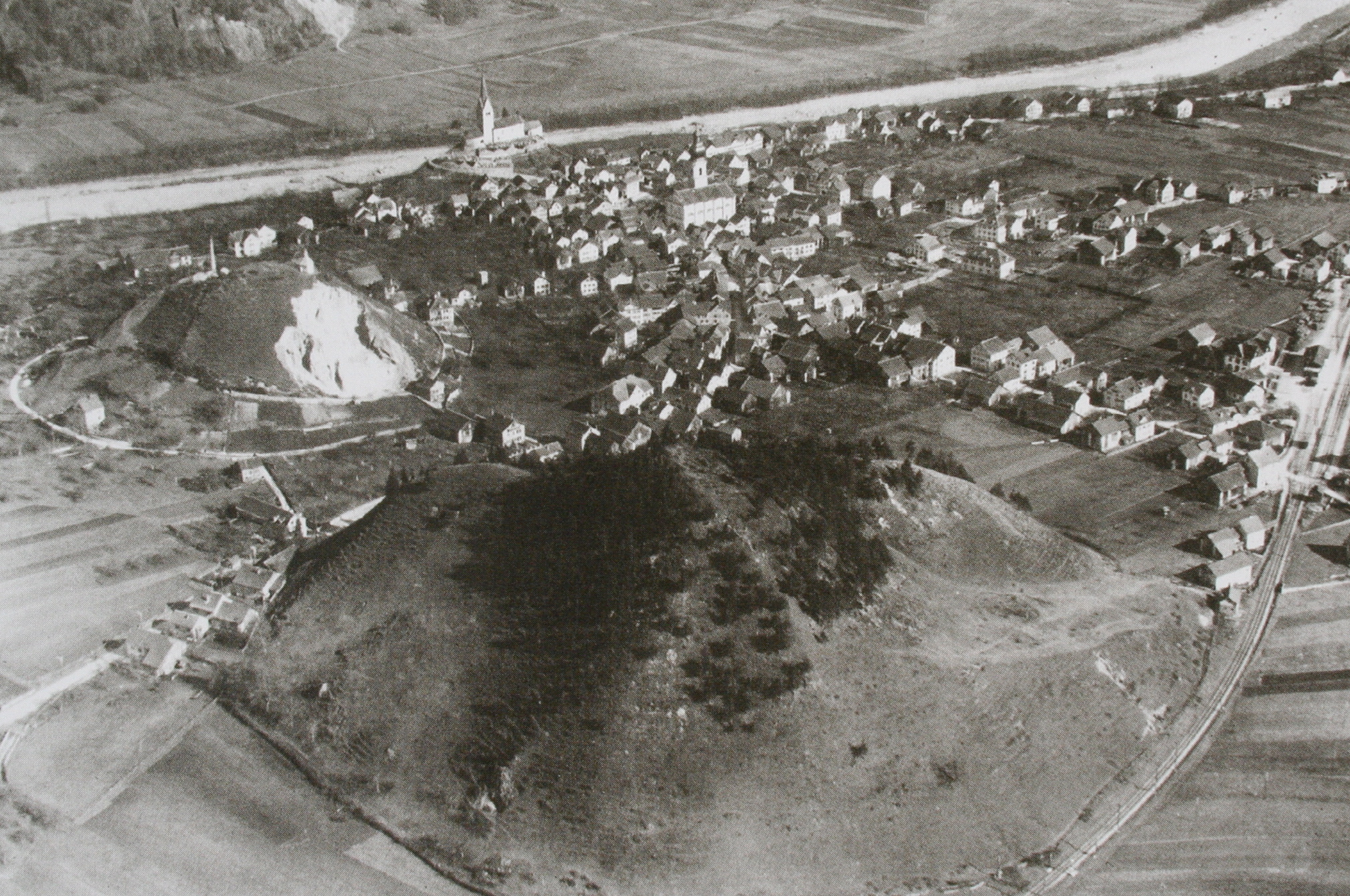
Tomahügel bei Domat/Ems in der Schweiz

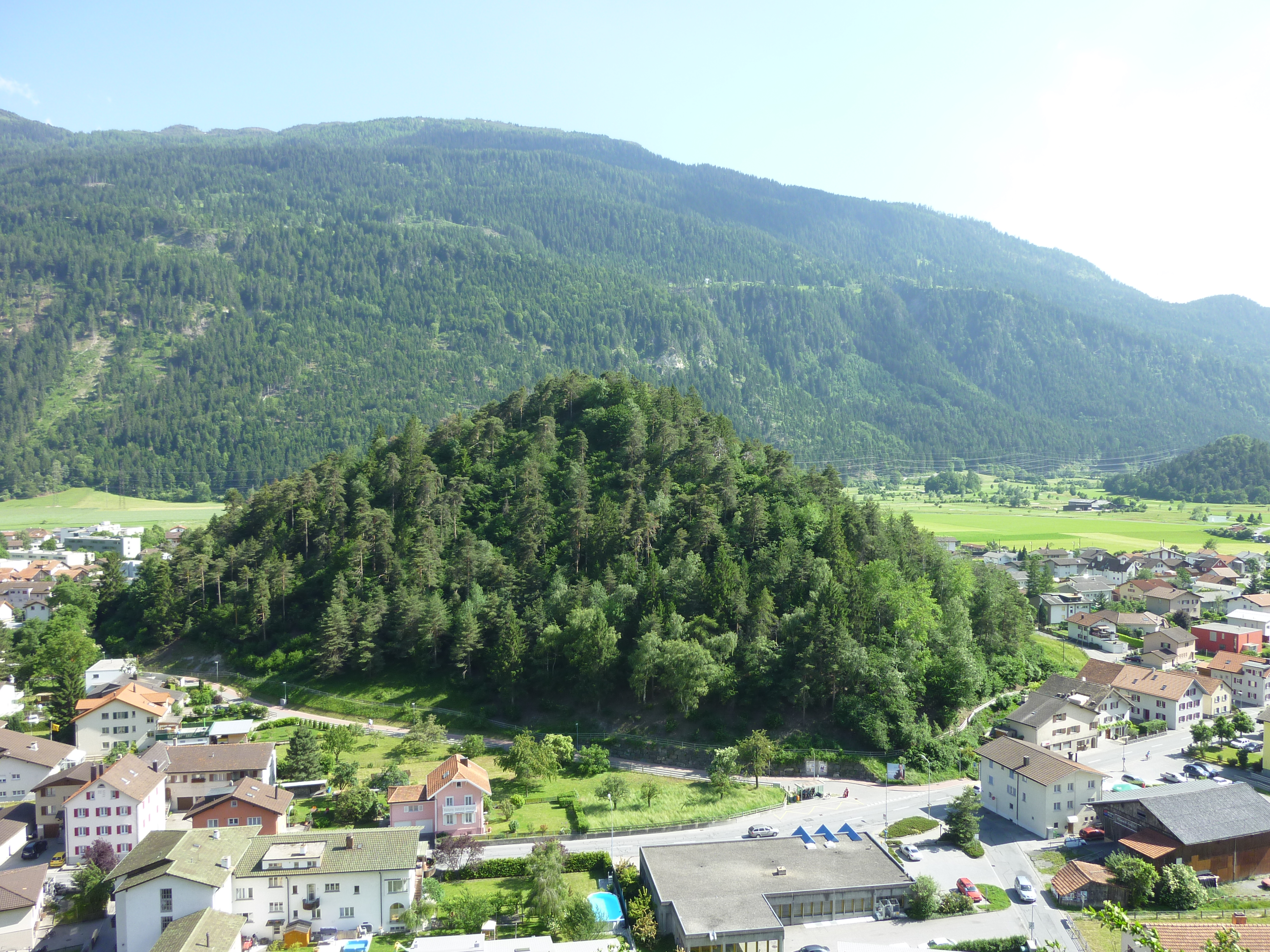
Tuma Tschelli

Ein Tomahügel ist eine isolierte hügelförmige Anhäufung aus Gesteinsschutt in einer Ebene. Albrecht Penck und Eduard Brückner führten den Begriff Tomalandschaft im Jahr 1901 ein. Er leitet sich aus dem surselvischen Wort Tuma (deutsch Hügel) ab, in Anlehnung an eine Reihe solcher charakteristischen Erhebungen, den Tumas, in einem Abschnitt des Alpenrheintals zwischen Chur und Domat/Ems. Nach dem Schweizer Geologen Adrian Pfiffner sollte der Begriff Tomahügel nach der Typlokalität durch Tuma ersetzt werden.
Tomahügel haben typischerweise eine sehr gleichmäßige, symmetrische Gestalt. Nach der Definition von Gerhard Abele (1969) enthält ein Tomahügel meist einen Kern aus Bergsturzmaterial, zudem aber üblicherweise auch Gerölle. Eine frühere zeitliche Zuordnung zu eiszeitlichen Vorgängen ist inzwischen widerlegt (u. a. v. Poschinger & Ruegg 2012). Auch die Entstehung durch Erosion aus einem größeren Bergsturzareal wurde widerlegt, da die Tumas im Umfeld des wohl verantwortlichen Flimser Bergsturzes im Untergrund nicht zusammenhängen. 
Bei einem Gebiet mit mehreren solcher Erhebungen spricht man von Tomalandschaft, in der Schweiz auch von Tumalandschaft.
Die «Tomalandschaft bei Domat/Ems» ist als Landschaftsschutzgebiet im Bundesinventar der Landschaften und Naturdenkmäler von nationaler Bedeutung verzeichnet. In Chur bestehen noch 4 von 11 Tomahügeln.

## Liste
| Name                      | Anmerkungen                            | Bild | ⊙               |
| ------------------------- | -------------------------------------- | --- | --------------- |
| Ackerbühl                 |                                        | Bild gesucht Die Wikipedia wünscht sich an dieser Stelle ein Bild vom Ort mit diesen Koordinaten 46.85221 9.5106 . Motiv: Ackerbühl (Tomahügel) Falls du dabei helfen möchtest, erklärt die Anleitung , wie das geht. BW                                             | 46.85221 9.5106 |
| Walserbüel (Polentahügel) | Raschärenstrasse                       | Bild gesucht Die Wikipedia wünscht sich an dieser Stelle ein Bild vom Ort mit diesen Koordinaten 46.8513 9.5072 . Motiv: Walserbüel (Tomahügel) bei Raschärenstrasse Falls du dabei helfen möchtest, erklärt die Anleitung , wie das geht. BW                        | 46.8513 9.5072  |
| Felsenau                  | Ringstrasse 38 / Felsenaustrasse 15    | Bild gesucht Die Wikipedia wünscht sich an dieser Stelle ein Bild vom Ort mit diesen Koordinaten 46.8542 9.5154 . Motiv: Felsenau (Tomahügel) bei Ringstrasse 38 und Felsenaustrasse 15 Falls du dabei helfen möchtest, erklärt die Anleitung , wie das geht. BW     | 46.8542 9.5154  |
| Rheinfels                 | Raschärenstrasse 38 / Rheinfelsstrasse | Bild gesucht Die Wikipedia wünscht sich an dieser Stelle ein Bild vom Ort mit diesen Koordinaten 46.8494 9.5093 . Motiv: Rheinfels (Tomahügel) bei Raschärenstrasse 38 und Rheinfelsstrasse Falls du dabei helfen möchtest, erklärt die Anleitung , wie das geht. BW | 46.8494 9.5093  |

Siehe auch: Liste der Tumas bei Domat/Ems